# Hammersmith i Fulham
Hammersmith i Fulham és un districte de Londres, Regne Unit,

## Barris
El districte de Hammersmith i Fulham està compost pels següents barris.
| - Fulham - Hammersmith - Barons Court - Hurlingham - Old Oak Common - Parsons Green | - Sands End - Shepherd's Bush - Walham Green - West Kensington - White City |